# Багапш Сергій Васильович
Сергій Васильович Багапш (абх. Сергеи Уасыл-иҧа Багаҧшь; *4 березня 1949, Сухумі — 29 травня 2011, Москва) — колишній президент самопроголошеної Республіки Абхазія.

## Біографія
Після закінчення Грузинського сільськогосподарського інституту у 1972 р. працював начальником агровідділу місцевого радгоспу. Після служби у лавах Радянської армії перейшов на комсомольську роботу і у 1980 р. його було обрано першим секретарем Абхазького обкому Комсомолу Грузії. У 1982 р. був призначений першим секретарем райкома Компартії Грузії.
Після початку протистояння між грузинами та абхазами керував збройними об'єднаннями абхазів, був поранений. У 1992 р. призначений першим заступником прем'єр-міністра самопроголошеної республіки Абхазія. Під час наступної грузино-абхазької війни знову був керівником збройних загонів повстанців, брав участь у штурмі Сухумі.
У 1997 р. призначений перем'єр-міністром самопроголошеної республіки. У цей час також продовжувалися зіткнення з грузинськими військами. Спостерігалося деяке покращення економічного стану та зниження рівня злочинності. Після відставки уряду у 1999 р. продовжив працювати у державній компанії «Чорноморенерго».
У 2003 р. став ініціатором створення громадсько-політичного руху «Єдина Абхазія», який пізніше висунув його кандидатуру на президентських виборах 2004 року. Після першого туру, Багапш і його опонент Рауль Хаджимба проголосили себе переможцями виборів. Це призвело до повномаштабної політичної кризи. Коли Верховний суд Абхазії не зміг прийняти однозначного рішення з цього питання з'явилася можливість громадянської війни. За посередництва Росії Хаджимба погодився стати віце-президентом з повноваженнями у галузі оборони, міжнародних відносин та держбезпеки. За результами другого туру 12 січня 2005 р. обидва були затверджені на своїх посадах. У серпні 2008 р. Грузія звинуватила Сергія Багапша у злочинах під час російсько-грузинської війни 2008 року і порушила кримінальну справу проти нього та президента самопроголошеної Республіки Південна Осетія Едуарда Кокойти.
29 травня 2011 року Сергій Багапш помер від ускладнень під час спроби лікування раку легенів в московській клінічній лікарні № 83 Федерального медико-біологічно агентства унаслідок зупинки серця. До цього три дні перебував у клінічній комі після операції на правій легені.